# Édouard Grimaux
Édouard Grimaux, né le 3 juillet 1835 à Rochefort-sur-Mer et mort le 2 mai 1900 à Suresnes, est un chimiste et pharmacien français.

## Diplômes
- pharmacien de 3e classe (hôpital maritime de Rochefort) (1853) - officier de santé, démissionne de l'armée en 1858.
- thèse de doctorat en médecine (1865, Faculté de Paris)
- thèse de doctorat ès-sciences "Sur les dérivés de la série urique" (1877)

## Carrière de recherche
Tenant une pharmacie d'officine à Sainte-Hermine à partir de 1861, il fait des études de médecine à Paris et y rencontre le chimiste Alfred Naquet qui l'oriente vers la recherche - il abandonne l'officine en 1867.
Ses recherches ont trait à la chimie organique de synthèse. Il travaille sur les aldéhydes aromatiques, qui seront d'importance pour l'industrie des colorants de synthèse alors naissante, et pour l'industrie des parfums. Il travaille aussi sur les composés uriques (il en fait sa thèse de sciences), qui auront des applications dans l'industrie pharmaceutique.

## Carrière académique
- professeur de chimie à l'Institut agronomique de Paris (1876)
- à l’École polytechnique : répétiteur (1877), puis professeur et titulaire de la chaire de chimie en 1881 (jusqu'à sa destitution en 1898).
- membre de l'Académie des sciences (élu en 1894)

## Histoire des sciences
Grimaux fait montre d'un grand intérêt pour l'histoire de la chimie. Il publie un ouvrage sur Lavoisier en 1888, et participe à l’édition des œuvres complètes du savant.

## Engagement dans l'affaire Dreyfus
En janvier 1898, il signe une des pétitions faites à la Chambre des députés pour demander la révision du procès. En février 1898, il est un des nombreux témoins appelés par Zola à sa défense (Grimaux ne connaissait pas auparavant l'écrivain). À la suite de sa déposition au procès Zola, Grimaux est révoqué de ses fonctions à l’École polytechnique (qui dépendait du ministère de la Guerre).
Il est nommé vice-président de la Ligue pour la Défense des Droits du Citoyen, créée en 1898.
Les vigoureuses oppositions et campagnes de presse auxquelles il se heurta (dans La Libre Parole, notamment, ou lorsqu'il faisait des conférences en province) contribuèrent à la dégradation de son état de santé.

## Distinctions et hommages
- Officier de la Légion d'honneur.
- Un Monument à Edouard Grimaux est élevé à Rochefort en 1907 (Square Parat). Il est détruit durant la seconde guerre mondiale[3].
- Un collège porte son nom à Rochefort, ainsi que des rues à Rochefort et à Poitiers.

## Principales publications
- Lavoisier, 1743-1794 : d'après sa correspondance, ses manuscrits, ses papiers de famille et d'autres documents inédits, F. Alcan (Paris), 1888, Texte en ligne disponible sur LillOnum